# Морозов, Михаил Абрамович
Михаи́л Абра́мович Моро́зов (7 августа (19 августа) 1870, Москва — 12 октября (24 октября) 1903, Москва) — промышленник, коллекционер западноевропейской и русской живописи, скульптуры. Литератор, автор трудов по западноевропейской истории (под псевдонимом М. Юрьев), художественный критик, общественный деятель г. Москвы.
Старший сын известного московского купца Абрама Абрамовича Морозова и меценатки-предпринимательницы Варвары Алексеевны Морозовой (Хлудовой), старший брат коллекционера и мецената Ивана Абрамовича Морозова, муж знаменитой меценатки и хозяйки московского литературно-музыкального салона Маргариты Кирилловны Морозовой, отец Михаила Михайловича Морозова (Мики Морозова), учёного-шекспироведа и пианистки Марии Михайловны Морозовой (Фидлер). Потомственный почётный гражданин. Директор Товарищества Тверской мануфактуры, гласный Московской городской думы, почётный мировой судья, председатель купеческого собрания, коллежский асессор. Директор Русского музыкального общества. Прототип главного героя пьесы А. И. Сумбатова-Южина «Джентльмен», персонаж портретов В. А. Серова.

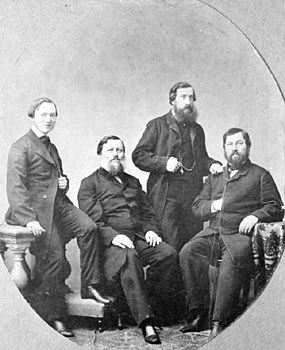
Династия купцов Морозовых в 1860-е гг. Отец Михаила крайний слева. Далее Тимофей Саввич Морозов, Иван Захарович Морозов и Викула Елисеевич Морозов

## Юность
Михаил был старшим сыном в семье московских купцов Абрама Абрамовича Морозова и Варвары Алексеевны Морозовой. Он родился 7 августа и был крещён 12 августа 1870 года в московской единоверческой Троицкой Введенской церкви у Салтыковского моста. Иван Абрамович Морозов, средний из трёх братьев, выдающийся коллекционер и меценат, промышленник, унаследовавший от отца родовое дело — Тверскую мануфактуру. Младшим братом был Арсений Абрамович Морозов (1874—1908), не принимавший в семейном бизнесе никакого участия, известный Москве лишь как кутила, красавец и прожигатель жизни. Помимо этого он был собаководом и страстным охотником, построившим в центре Москвы на Воздвиженке здание в испано-мавританском стиле — особняк Арсения Морозова.
Абрам Абрамович Морозов (1839—1882) в результате раздела родового имущества купцов Морозовых стал директором «Товарищества Тверской мануфактуры» в 1872 году. Совладельцем Тверской Мануфактуры был и его брат Давид Абрамович Морозов. С самого начала активное участие в семейном бизнесе принимала мать В. А. Морозова, ставшая с 1871 года одной из пайщиц Товарищества Тверской мануфактуры.

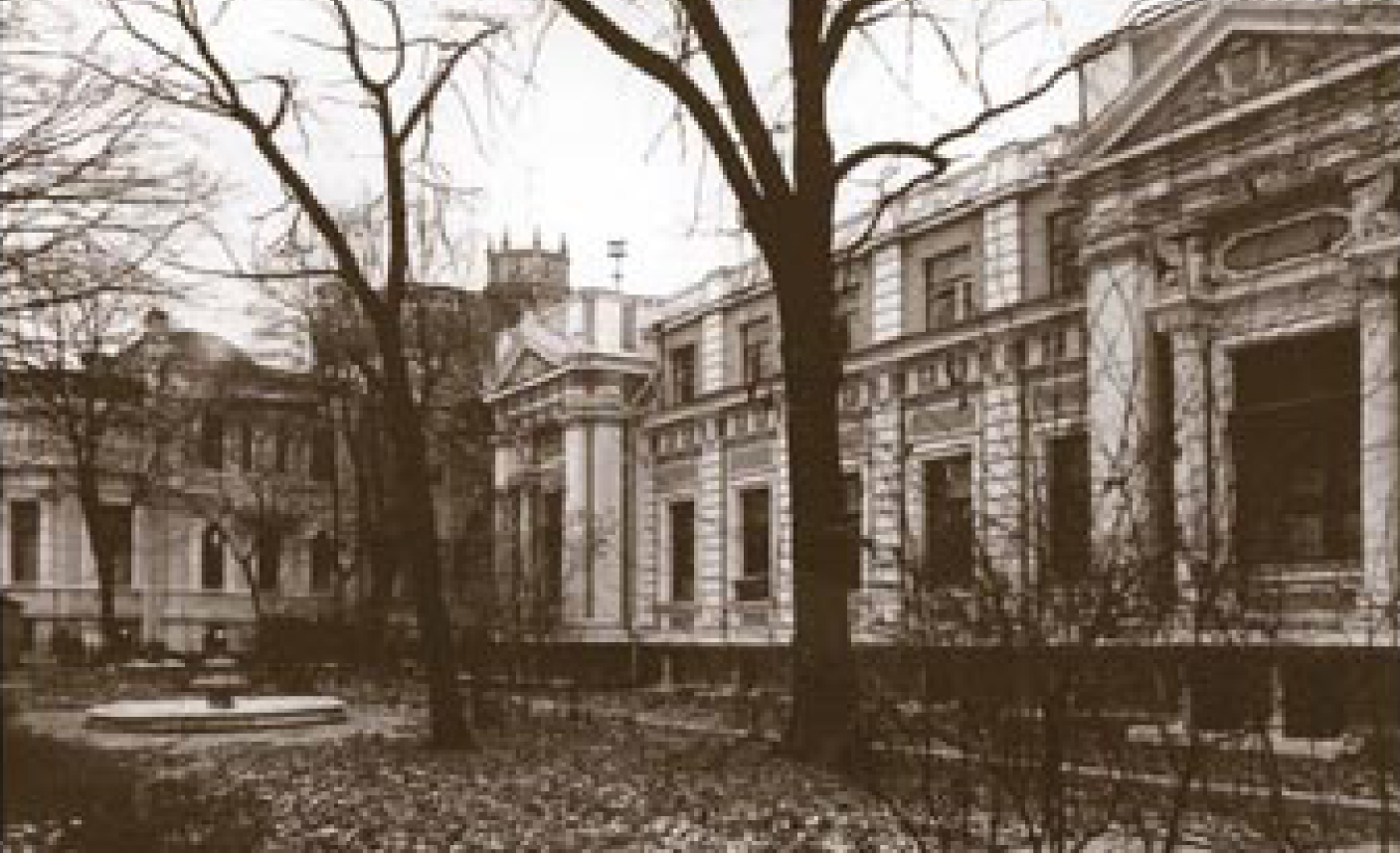
Дом Морозовых, Воздвиженка, 14, архитектор Р. И. Клейн. Здесь бывали Чехов, Короленко, Успенский, Боборыкин, Вл. Соловьёв, Блок, А.Белый, Брюсов

С 1877 года отец Абрам Абрамович страдал тяжёлым психическим расстройством (прогрессивный паралич), и Варвара Алексеевна всё это время ухаживала за ним дома, не отправляя в больницу. 25 февраля 1882 года, на 43 году своей жизни, А. А. Морозов умер.
Варвара Алексеевна становится полноправной хозяйкой Товарищества Тверской мануфактуры. В этом же году она вступила в гражданский брак с редактором газеты «Русские ведомости» профессором Василием Михайловичем Соболевским, от этого брака родились сын Глеб (род. 1885 г.) и дочь Наталья (1887—1971), которые по причине завещательных трудностей получили отчество отца, но фамилию матери. Михаил с пятнадцати лет вместе с братом Иваном начал брать уроки рисования и живописи в художественной студии Ивана Мартынова. К этому времени (1886—1888 год) семья переехала в новый особняк на Воздвиженке. Разворачивается предпринимательская и благотворительная деятельность Варвары Алексеевны: строительство Психиатрической клиники для душевнобольных имени A. А. Морозова на Девичьем поле, библиотека-читальня имени И.С. Тургенева и многое другое.

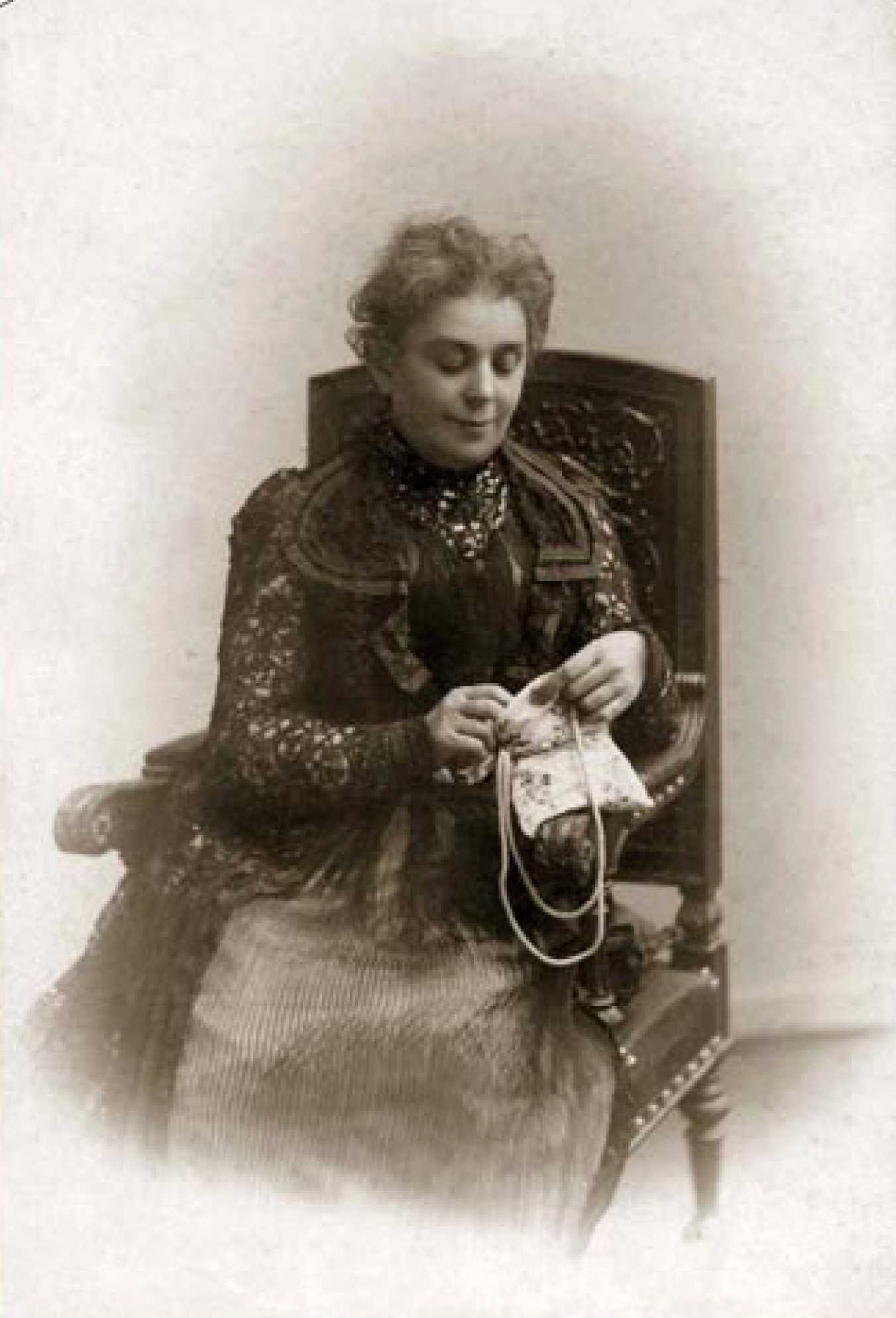
Мать В. А. Морозова

Раз в неделю на протяжении двух лет братья брали уроки живописи у юного Константина Коровина. На летний отдых семья переезжала в имение Морозовых Поповка, куда также приезжал и пейзажист-передвижник Егор Моисеевич Хруслов (1861—1913), под чьим руководством братья совершенствовались в этюдах с натуры. В 1889 году Михаил и Иван отправились с Хрусловым в совместное путешествие по Волге и далее на Кавказ. Уроки живописи не прекращались во всё время этого путешествия.
В 1888 году Михаил окончил гимназию и поступил на историко-филологический факультет Московского университета. Строгая мать выдавала ему в это время ежемесячно 75 рублей. Впоследствии Михаил приобретёт репутацию главного семейного оппонента и критика своей матери-благотворительницы. Его отталкивали новые начинания матери, связанные с улучшениями условий быта фабричных рабочих. Эти изменения, в свою очередь, были вызваны тем, что в 1885 году в Твери состоялись массовые забастовки рабочих, требовавших улучшения условий труда. Будучи консерватором, Михаил Абрамович считал, что «заигрывание с народом», с его точки зрения, могло принести лишь вред, он объяснял материнскую филантропию влиянием отчима В. М. Соболевского и либеральных идей «Русских ведомостей».
Повзрослевшие сыновья, по мысли В. А. Морозовой, должны были стать продолжателями семейного дела, и, по традиции купечества, возглавить его надлежало старшему сыну, однако Михаил выбрал для себя гуманитарное образование, что не совсем укладывалось в планы прагматичной Варвары Алексеевны. Лишь когда в 1891 году средний, наиболее покладистый сын Иван поступил на химический факультет Высшей технической школы в Цюрихе, а старший сын женился, мать смогла с уверенностью прекратить опекунство над детьми и передать в 1892 году формальное руководство Тверской мануфактурой Михаилу и Ивану.

## Женитьба
Михаил женился 10 ноября 1891 года, когда он ещё был студентом, на предпоследнем году обучения. В невесты он выбрал восемнадцатилетнюю Маргариту Кирилловну Мамонтову, слывшую первой красавицей Москвы представительницу купеческого рода Мамонтовых, хотя и бесприданницу. Венчание, по воспоминаниям М. К. Морозовой, происходило в Университетской церкви на Большой Никитской, несмотря на то, что приходской церковью был храм Бориса и Глеба, что у Арбатских ворот, о чём сохранилась метрическая храмовая запись: 

10 ноября 1891 г. в церкви Бориса и Глеба у Арбатских ворот (Пречистен. сорок) венчались студент Московского императорского университета историко-филологического факультета, из потомственных почётных граждан, Михаил Абрамович Морозов, православного вероисповедания, первым браком, 21 года и дочь потомственного почётного гражданина девица Маргарита Кирилловна Мамонтова, православного вероисповедания, 18 лет. Таинство совершил приходский священник Михаил Руднев. Поручители по жениху: Московский мещанин Семёновской слободы Николай Михайлович Груздев и учёный управитель Михаил Афанасьевич Савельев; по невесте: потомственный почётный гражданин Виктор Николаевич Мамонтов, коллежский советник Иван Николаев Мамонтов и доктор медицины коллежский советник Владимир Николаевич Шнауберт— Варвара Алексеевна Морозова: На благо просвещения Москвы. В 2 т. Т. 2. Библиотека-читальня им. И.С.Тургенева. М., Русский путь, 2008, 496 с.

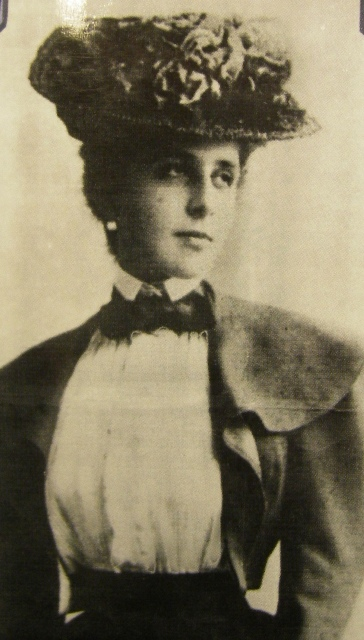
М. К. Морозова. После смерти мужа она станет одной из центральных фигур Серебряного века русской культуры

Не исключено, что здесь нет никакого противоречия и венчание действительно могло быть в Университетской церкви, а в приходской церкви (Бориса и Глеба) сделана номинальная запись о венчании. Свидетельство о венчании представлялось позднее для обязательной регистрации в приходском храме
Свадьбу пышно отметили в ресторане «Эрмитаж». В этот же день супруги отправились в Санкт-Петербург, где прошёл их медовый месяц в гостинице Европейской. В Петербурге состоялось знакомство с театралом и адвокатом А. И. Урусовым. Молодые стали завсегдатаями Михайловского и Александринского театров. После Петербурга Михаил с женой отправился в Париж, в котором они также прожили месяц. Далее молодожёны посетили Ниццу и Монте-Карло. В Ницце их соседкой по отелю была королева Виктория, а в Монте-Карло Морозовы встретили за игрой в рулетку вдову императора Александра II княгиню Е. М. Юрьевскую.
Михаил и Маргарита вернулись в Москву в марте 1892 года и некоторое время жили в наёмной квартире, а через полгода Михаил купил бывший особняк чаеторговца К. С. Попова на углу Глазовского переулка и Смоленского бульвара, перестроенный архитектором А. И. Резановым в 1877 году. Этот дом с полукруглой террасой, обрамлённой колоннами, и зимним садом сохранился до настоящего времени по адресу Смоленский бульвар, д. 26/9. Молодые ни в чём себе не отказывали. М. К. Морозова вспоминала, что приёмы, балы, собирали в их доме до двухсот гостей. Устраивались концерты, домашние спектакли, костюмированные представления. Они имели свой дом в Париже, любили путешествовать: Испания, Великобритания, Египет. Обстановка их московского дома говорила о полном благополучии: две конные упряжки, изысканная сервировка, бижутерия и лучшие портные для супруги. Штат прислуги был многочисленным: дорогой повар, буфетчик с помощниками, кухарки, лакеи, горничная, прачка, полотёры, часовщик, швейцар, кучера, камердинер. Дом был оснащён своей электростанцией, которую обслуживал специально нанятый электрик. Кое-кто из прислуги жил в доме Морозовых со своей семьёй.

## Литературная деятельность
Михаил Морозов окончил с отличием университет (1893) и издал на собственные средства несколько исторических исследований под псевдонимом «Михаил Юрьев»: «Карл V и его время» (1893), «Спорные вопросы западноевропейской исторической науки» (1894). Эти работы вызвали резко отрицательные отклики в печати, в том числе с переходами на личность; общество видело в Морозове состоятельного эксцентрика, принадлежащего к невежественному «чумазому» купечеству и «лезущего» в науку и литературу. Морозов болезненно реагировал на неприятие.

## Коллекционирование
В 1894 году в Москве открывается вторая выставка МТХ. Константин Коровин выставляет «Парижский бульвар» и «Северную идиллию». Михаил Морозов покупает эти работы, положив начало своей коллекции. Впоследствии коллекцию живописи стал собирать и его брат Иван Абрамович.
В 1900 году в музее Художественного училища барона Штиглица на второй выставке журнала «Мир искусства» Михаил Морозов за 300 рублей покупает у Михаила Врубеля картину «Царевна-Лебедь». На следующей выставке «Мира искусства» в 1901 году Морозов за 18 тысяч франков купил «Интимную феерию» Поля Бенара и «Мужчину, срывающего плоды с дерева» Поля Гогена.
В доме Михаила, начиная с 1893—1894 годов, собирался многочисленный кружок художников, постоянными членами которого были Михаил Врубель, Валентин Серов, Константин Коровин.

## Смерть
Ещё в детстве Морозов перенёс скарлатину с осложнениями на почки и сердце, но не берёг здоровье и не следовал рекомендациям врачей. По воспоминаниям жены, «когда доктора у него уже определили нефрит, он каждый день пил водку и закусывал её сырым мясом с перцем. На это было ужасно смотреть!» 22 сентября 1903 года у Михаила Морозова внезапно обострился нефрит. Из Берлина к нему был вызван терапевт профессор Лейден. 12 октября на 34-м году жизни Михаил Абрамович Морозов умер.
Сергей Дягилев поместил в журнале «Мир искусства» (№ 9) некролог, посвящённый его памяти.
Михаил завещал всё своё движимое и недвижимое имущество жене — М. К. Морозовой.
Похоронен на кладбище Покровского монастыря.

## Потомство
У Михаила и Маргариты Морозовых было четверо детей: 
- Георгий (Юрий; 1892–?). По одной из версий, пропал без вести в начале Первой мировой войны, по другой — умер в конце 1930–х годов в Чехословакии[9].
- Елена (1895–1951, США)
- Михаил (Мика; 1897–1952)
- Мария (2 января 1904 (родилась после смерти отца)–1964, Франция); в замуж. Фидлер.

## Комментарии
1. ↑  «В конце 19 в. появился новый вид брачного документа — предбрачные свидетельства, которые выдавались священниками своим прихожанам для совершения обряда венчания в другом храме. В этих свидетельствах указывались: имя прихожанина, холост, вдов или разведён (девица или вдова), возраст или дата рождения, бывал ли на ежегодной исповеди, нет ли препятствий к браку. (ЦИАМ Ф. 2121. Оп. 3. Л. IV.)»